# GRASS GIS
GRASS GIS (Geographic Resources Analysis Support System) je modularna računalna GIS aplikacija otvorenog koda koji se koristi za obradu rasterskih, vektorskih i grafičkih podataka, prostorno modeliranje i vizualizaciju različitih vrsta podataka.
GRASS je slobodni softver pod GNU GPL licencijom te podržava različite operacijske sustave uključujući Mac OS X, Linux i Windows. Korisnici se mogu povezati sa softverom koristeći grafičko korisničko sučelje ili "uključivanjem" u GRASS preko drugog softvera kao što je QGIS. Modulima se može pristupiti izravno kroz modificiranu ljusku koju pokreće aplikacija ili pozivom pojedinačnih modula izravno iz standardne ljuske. Informacije se čuvaju u .dbf datotekama ili sustavima za upravljanje bazom podataka baziranim na SQL-u kao što su MySQL, PostgreSQL/PostGIS i SQLite. GRASS nudi brojne algoritme prostornog modeliranja, mogućnost 3D vizualizacije (vektorskih i rasterskih podataka (voksel)), kao i obradu slika koje se odnose na Lidar. GRASS podržava široki raspon rasterskih i vektorskih formata preko GDAL/OGR biblioteke i linearno referenciranje.

## Povijest
GRASS se neprestano razvija od 1982. godine, a u razvoj je bio uključen veliki broj američkih federalnih agencija, sveučilišta i privatnih tvrtki. Razvoj GRASS-a započeo je u Graditeljskom istraživačkom laboratoriju (engl. U.S. Army - Construction Engineering Research Laboratory, USA-CERL) američke vojske koja je trebala program za upravljanje zemljištem i planiranje okoliša. Razvojna platforma bio je UNIX na VAX hardveru. USA-CERL službeno je obustavio razvoj 1995. godine, nakon objavljivanja inačice 4.1. Skupina formirana na Sveučilištu Baylor tada je preuzela softver, objavljujući GRASS 4.2. (u tom je razdoblju napravljena i verzija za Linux). Nakon povlačenja Sveučilišta Baylor, projekt 1998. godine preuzima Sveučilište u Hannoveru. Markus Neteler, tadašnji vođa projekta, iste godine objavljuje inačicu 4.2.1, koja je ponudila velika poboljšanja uključujući novo grafičko korisničko sučelje i 50-ak novih modula. Razvoj inačice 5.0 započinje 1999. godine, ovoga puta pod GNU GPL licencijom (do tada GRASS je objavljivan kao javno vlasništvo). Stabilno izdanje objavljeno je 2002. godine. Sljedeće stabilno izdanje s brojnim poboljšanjima, inačica 6.0, objavljeno je 2005. godine.
Razvoj GRASS-a razdvojen je u stabilni i razvojni ogranak, gdje se stabilna inačica preporučuje za većinu korisnika, dok ostale inačice služe kao eksperimenti za nove dodatke.

## Arhitektura
GRASS podržava rasterske i vektorske podatke u dvije i tri dimenzije. Vektorski model je topološki, što znači da su područja definirana granicama i centroidom; granice se ne mogu preklapati u jednom sloju. Ovo je različito od OpenGIS specifikacija jednostavnih obilježja koje slobodnije definiraju vektore.
GRASS je oblikovan kao okruženje u kojemu moduli izvode specifične GIS operacije. Stanje okruženja uključuje parametre kao što su promatrana geografska regija i kartografska projekcija u upotrebi. Svi moduli koriste ovu informaciju, a naknadno im se nadodaju drugi specifični parametri (npr. imena ulaznih i izlaznih karata ili vrijednosti koje se koriste pri izračunu). Većina modula i mogućnosti su dostupni kroz grafičko korisničko sučelje, kao alternativa obradi geografskih podataka kroz ljusku.
U GRASS distribuciju uključeno je preko 400 osnovnih modula i preko 200 dodatnih modula koje su stvorili korisnici i koji su ponuđeni na službenoj web stranici projekta. GRASS biblioteke i osnovni moduli pisani su u programskom jeziku C; ostali moduli su pisani u C, C++, Python i Tcl programskim jezicima, UNIX ljusci ili u drugim programskim jezicima.
GRASS 6.4.0 uvodi novu generaciju grafičkog korisničkog sučelja nazvanu WxGUI napisanu Python programskim jezikom, koja koristi WxPython grafičke biblioteke. Postoji i projekt re-implementacije u Javu pod imenom JGrass.

## Zajednica
GRASS razvija i održava multinacionalni razvojni tim programera i jedan je od primarnih projekata organizacije Open Source Geospatial Foundation (OSGeo). Razvoj danas koordinira OSGeo, a izvorni kod se nalazi na njihovim poslužiteljima u SAD-u. Ranije se projekt koordinirao iz Europe (Sveučilište u Hannoveru, Njemačka; ITC-irst, Trento, Italija).

## Više informacija
- GIS
- geomatika
- OSGeo
- Open Geospatial Consortium

## Vanjske poveznice
- službena web stranica
- popis svih inačica GRASS GIS-a  Arhivirana inačica izvorne stranice od 22. studenoga 2014. (Wayback Machine)